# Crossandra leikipiensis
Crossandra leikipiensis är en akantusväxtart som beskrevs av Georg August Schweinfurth. Crossandra leikipiensis ingår i släktet Crossandra och familjen akantusväxter. Inga underarter finns listade i Catalogue of Life.